# Kejsardömet Nicaea
Kejsardömet Nicaea (grekiska: Αυτοκρατορία της Νίκαιας) är en historiografisk term som beskriver den bysantinska stat som bildats kring staden Nicaea efter att det fjärde korståget intagit den bysantinska huvudstaden Konstantinopel och upprättat det latinska riket. Staten var en av tre kvarvarande bysantinska stater efter korståget, tillsammans med kejsardömen centrerade i Epirus och Trapezunt, varav alla gjorde anspråk på att vara samma bysantinska rike som det som i princip lösts upp efter att huvudstaden intagits. Därav var alla staternas egentliga officiella namn åtminstone till en början Βασιλεία τῶν Ῥωμαίων (Basileía tôn Rhōmaíōn, "romerska riket"). 
Kejsardömet Nicaea kom att upphöra efter att riket återtog Konstantinopel år 1261, varpå man talar om ett "återuppstått" bysantinskt rike. 

## Regentlängd
- Teodor I Lascaris (1204–1222)
- Johannes III Ducas Vatatzes (1222–1254)
- Theodor II Lascaris (1254–1258)
- Johannes IV Lascaris (1258–1261)
- Mikael VIII Palaiologos (medkejsare 1259–1261; återupprättade Bysantinska riket)